# Oreocharis stenosiphon
Oreocharis stenosiphon är en tvåhjärtbladig växtart som beskrevs av Mich. Möller och A. Weber. Oreocharis stenosiphon ingår i släktet Oreocharis och familjen Gesneriaceae. Inga underarter finns listade i Catalogue of Life.